# Ахтубінський район
Ахтубі́нський райо́н — адміністративна одиниця Росії, Астраханська область. До складу району входять 3 міських та 12 сільських поселень, разом — 15 поселень.
| Росія | Це незавершена стаття з географії Росії. Ви можете допомогти проєкту, виправивши або дописавши її. |